# Arthur Russell (atleet)
Arthur Russell (Walsall, 13 maart 1886 - aldaar 23 augustus 1972) was een Brits atleet.

## Biografie
Russell won tijdens de Olympische Zomerspelen 1908 in eigen land de gouden medaille op de steeplechase met een voorsprong van twee meter op zijn landgenoot Arthur Robertson.

## Titels
- Olympisch kampioen Steeplechase - 1908

## Palmares

### 3200 m Steeplechase
- 1908:  OS - 10.47,8 s